# Lista de vereadores da cidade do Rio de Janeiro (2021-2024)
Esta é uma lista de vereadores da cidade do Rio de Janeiro na legislatura 2021-2025. Todos foram eleitos na eleição Municipal de 15 de novembro de 2020 para ocuparem as 51 cadeiras na 11.ª legislatura da Câmara Municipal do Rio de Janeiro. O prédio da Câmara é o Palácio Pedro Ernesto.

## Vereadores eleitos
|    | Nome                    | Partido       | Votos  | %    | Variação de 2016 | Observação | Ref.              |
| -- | ----------------------- | ------------- | ------ | ---- | ---------------- | --- | ----------------- |
| 1  | Luciana Boiteux         | PSOL          | 8.909  | 0,34 | Não concorreu    | Assumiu com a renúncia de Tarcísio Motta, eleito deputado federal em 2022. | [ 1 ] [ 2 ]       |
| 2  | Carlos Bolsonaro        | PL            | 71.000 | 2,69 | 35 657           | Eleito pelo Republicanos. | [ 1 ]             |
| 3  | Matheus Gabriel         | MOBILIZA      | 7.086  | 0,27 | 1 534            | Segundo suplente, assumiu com a cassação de Gabriel Monteiro. Ambos eleitos pelo PSD. | [ 3 ] [ 4 ]       |
| 4  | Cesar Maia              | PSD           | 55.031 | 2,09 | 16 437           | Eleito pelo DEM. | [ 1 ]             |
| 5  | Monica Cunha            | PSOL          | 7.253  | 0,28 | Não concorreu    | Assumiu com a renúncia de Chico Alencar, eleito deputado federal em 2022. | [ 1 ] [ 2 ]       |
| 6  | Marcos Braz             | PL            | 40.938 | 1,55 | Não concorreu    | | [ 1 ]             |
| 7  | Rosa Fernandes          | PSD           | 26.409 | 1,00 | 31 459           | Eleita pelo PSC. | [ 1 ]             |
| 8  | Carlo Caiado            | PSD           | 26.212 | 0,99 | 1 910            | Eleito pelo DEM. | [ 1 ]             |
| 9  | Luciana Novaes          | PT            | 15.311 | 0,58 | 1 368            | Assumiu com a renúncia de Lindbergh Farias, eleito deputado federal em 2022. | [ 1 ]             |
| 10 | Tainá de Paula          | PT            | 24.881 | 0,94 | Não concorreu    | Se licenciou do mandato entre fevereiro de 2023 e abril de 2024 para assumir a Secretaria Municipal de Meio Ambiente, sendo substituída por Niquinho do PT.                                                          | [ 1 ]             |
| 11 | Jorge Pereira           | Avante        | 5.021  | 0,19 | Não concorreu    | Assumiu com a renúncia de Luciano Vieira, eleito deputado federal em 2022. | [ 1 ] [ 2 ]       |
| 12 | Monica Benicio          | PSOL          | 22.919 | 0,87 | Não concorreu    | | [ 1 ]             |
| 13 | Inaldo Silva            | Republicanos  | 21.885 | 0,83 | Não concorreu    | | [ 1 ]             |
| 14 | Teresa Bergher          | PSDB          | 21.131 | 0,80 | 9 435            | Eleita pelo Cidadania. | [ 1 ]             |
| 15 | Felipe Michel           | PP            | 20.936 | 0,79 | 10 636           | | [ 1 ]             |
| 16 | João Mendes de Jesus    | Republicanos  | 20.811 | 0,79 | 10 705           | Se licenciou do mandato em 13 de maio de 2024 para assumir a Secretaria Municipal de Inclusão e liberdade Religiosa, sendo substituído por Pablo Mello (Republicanos).                                               | [ 1 ]             |
| 17 | Junior da Lucinha       | PSD           | 19.732 | 0,75 | 25 392           | Eleito pelo PL. | [ 1 ]             |
| 18 | Marcio Ribeiro          | PSD           | 19.383 | 0,74 | Não concorreu    | Eleito pelo Avante. | [ 1 ]             |
| 19 | Vera Lins               | PP            | 19.242 | 0,73 | 16 875           | | [ 1 ]             |
| 20 | Tânia Bastos            | Republicanos  | 19.027 | 0,72 | 5 901            | | [ 1 ]             |
| 21 | Thiago K Ribeiro        | UNIÃO         | 18.960 | 0,72 | 5 940            | Eleito pelo DEM. | [ 1 ]             |
| 22 | Rafael Aloisio Freitas  | Cidadania     | 18.851 | 0,71 | 4 046            | | [ 1 ]             |
| 23 | Jorge Felippe           | UNIÃO         | 18.507 | 0,70 | 9 597            | Eleito pelo DEM. | [ 1 ]             |
| 24 | Verônica Costa          | PL            | 17.939 | 0,68 | 2 007            | Eleita pelo DEM. | [ 1 ]             |
| 25 | Alexandre Isquierdo     | UNIÃO         | 17.764 | 0,67 | 6 937            | Eleito pelo DEM. Assumiu em janeiro de 2023 a Secretaria de Juventude e Envelhecimento Saudável, do estado do Rio de Janeiro, sendo substituído por Prof. Célio Luparelli (PSD) e, depois, por Alexandre Beça (PSD). | [ 1 ] [ 2 ]       |
| 26 | Edson Santos            | PT            | 4.468  | 0,17 | Não concorreu    | Assumiu com a renúncia de Reimont, eleito deputado federal em 2022. | [ 1 ]             |
| 27 | Marcelo Diniz           | Solidariedade | 6.315  | 0,24 | Não concorreu    | Primeiro suplente, assumiu com a cassação de Dr. Jairinho. | [ 1 ] [ 5 ]       |
| 28 | Luiz Carlos Ramos Filho | PSD           | 22.735 | 0,59 | 6 444            | Eleito pelo PMN. | [ 1 ]             |
| 29 | William Coelho          | DC            | 15.126 | 0,57 | 5 552            | | [ 1 ]             |
| 30 | Dr. Carlos Eduardo      | PDT           | 15.026 | 0,57 | 4 796            | Eleito pelo PODE. | [ 1 ]             |
| 31 | Paulo Pinheiro          | PSOL          | 14.760 | 0,56 | 1 719            | | [ 1 ]             |
| 32 | Ulisses Marins          | Republicanos  | 14.660 | 0,56 | Não concorreu    | | [ 1 ]             |
| 33 | Alexandre Beça          | PSD           | 3.494  | 0,13 | Não concorreu    | Assumiu com a morte do Prof. Célio Luparelli, que por sua vez havia substituído Laura Carneiro eleita deputada federal em 2022. Todos eleitos pelo DEM.                                                              | [ 1 ] [ 4 ] [ 6 ] |
| 34 | Thais Ferreira          | PSOL          | 14.284 | 0,54 | Não concorreu    | | [ 1 ]             |
| 35 | Zico                    | Republicanos  | 13.964 | 0,53 | 7 601            | | [ 1 ]             |
| 36 | Jair da Mendes Gomes    | Solidariedade | 13.595 | 0,52 | 5 483            | Eleito pelo PROS. | [ 1 ]             |
| 37 | Wellington Dias         | PDT           | 13.327 | 0,51 | Não concorreu    | | [ 1 ]             |
| 38 | Marcelo Arar            | Agir          | 12.330 | 0,47 | 3 900            | Eleito pelo PTB. | [ 1 ]             |
| 39 | Eliseu Kessler          | PSD           | 7.867  | 0,30 | 2 913            | 1.º suplente, assumiu com a renúncia de Jones Moura. | [ 7 ] [ 8 ]       |
| 40 | Renato Moura            | MDB           | 10.588 | 0,40 | 3 014            | Eleito pelo Patriota. | [ 1 ]             |
| 41 | Celso Costa             | Republicanos  | 10.523 | 0,40 | Não concorreu    | | [ 1 ]             |
| 42 | Dr. João Ricardo        | MDB           | 10.227 | 0,39 | 4 767            | Eleito pelo PSC. | [ 1 ]             |
| 43 | Pedro Duarte            | NOVO          | 10.069 | 0,38 | 5 619            | | [ 1 ]             |
| 44 | William Siri            | PSOL          | 9.957  | 0,38 | Não concorreu    | | [ 1 ]             |
| 45 | Dr. Gilberto            | Solidariedade | 9.445  | 0,36 | 2 720            | Eleito pelo PTC. | [ 1 ]             |
| 46 | Rocal                   | PSD           | 9.280  | 0,35 | 5 775            | | [ 1 ]             |
| 47 | Dr. Marcos Paulo        | PT            | 9.009  | 0,34 | 2 432            | Eleito pelo PSOL. | [ 1 ] [ 9 ]       |
| 48 | Waldir Brazão           | Avante        | 8.332  | 0,32 | Não concorreu    | | [ 1 ]             |
| 49 | Marcio Santos de Araújo | PV            | 7.467  | 0,28 | Não concorreu    | Eleito pelo PTB. | [ 1 ]             |
| 50 | Rogério Amorim          | PL            | 6.719  | 0,25 | Não concorreu    | Eleito pelo PSL. Assumiu em abril de 2022 a Secretaria Municipal de Defesa do Consumidor do estado do Rio de Janeiro, sendo substituído por Chagas Bola (UNIÃO).                                                     | [ 1 ]             |
| 51 | Vitor Hugo              | PSD           | 5.423  | 0,21 | Não concorreu    | Eleito pelo MDB. | [ 1 ]             |

## Cassações
| Nome             | Partido       | Votos  | Variação de 2016 | Data       | Observações | Efetivado        | Ref.                       |
| ---------------- | ------------- | ------ | ---------------- | ---------- | --- | ---------------- | -------------------------- |
| Dr. Jairinho     | Solidariedade | 16.061 | 9.986            | 30/06/2021 | Cassado após ter sido acusado de ser o assassino do enteado, Henry Borel.                                                                          | Marcelo Diniz    | [ 1 ] [ 10 ] [ 5 ]         |
| Gabriel Monteiro | PL            | 60.326 | Não concorreu    | 18/08/2022 | Cassado por quebra de decoro, acusado de filmar relações sexuais com menores de idade, assédio, estupro de vulnerável e forjar vídeos na internet. | Matheus Floriano | [ 11 ] [ 12 ] [ 13 ] [ 3 ] |

## Renúncias
| Nome             | Partido | Votos  | Variação de 2016 | Data       | Observações | Efetivado             | Ref.                      |
| ---------------- | ------- | ------ | ---------------- | ---------- | --- | --------------------- | ------------------------- |
| Jones Moura      | PSD     | 11.597 | 1.125            | 14/09/2021 | Ocupando a posição de 2.º suplente de deputado federal, assumiu o mandato após a cassação de Flordelis.             | Eliseu Kessler        | [ 1 ] [ 7 ] [ 14 ] [ 15 ] |
| Tarcísio Motta   | PSOL    | 86.243 | 4 230            | 31/01/2023 | Eleito deputado(a) federal pelo Rio de Janeiro nas eleições de 2022, cargo que assumiu em 1.° de fevereiro de 2023. | Luciana Boiteux       | [ 2 ]                     |
| Chico Alencar    | PSOL    | 49.422 | Não concorreu    | 31/01/2023 | Eleito deputado(a) federal pelo Rio de Janeiro nas eleições de 2022, cargo que assumiu em 1.° de fevereiro de 2023. | Monica Cunha          | [ 2 ]                     |
| Lindbergh Farias | PT      | 24.912 | Não concorreu    | 31/01/2023 | Eleito deputado(a) federal pelo Rio de Janeiro nas eleições de 2022, cargo que assumiu em 1.° de fevereiro de 2023. | Luciana Novaes        | [ 2 ]                     |
| Reimont          | PT      | 16.082 | 3 544            | 31/01/2023 | Eleito deputado(a) federal pelo Rio de Janeiro nas eleições de 2022, cargo que assumiu em 1.° de fevereiro de 2023. | Edson Santos          | [ 2 ]                     |
| Luciano Vieira   | PL      | 24.070 | Não concorreu    | 31/01/2023 | Eleito deputado(a) federal pelo Rio de Janeiro nas eleições de 2022, cargo que assumiu em 1.° de fevereiro de 2023. | Jorge Pereira         | [ 2 ]                     |
| Laura Carneiro   | PSD     | 14.646 | Não concorreu    | 31/01/2023 | Eleito deputado(a) federal pelo Rio de Janeiro nas eleições de 2022, cargo que assumiu em 1.° de fevereiro de 2023. | Prof. Célio Luparelli | [ 2 ]                     |

## Morte
| Nome                  | Partido | Votos | Variação de 2016 | Data       | Observações                                                                | Efetivado      | Ref.        |
| --------------------- | ------- | ----- | ---------------- | ---------- | -------------------------------------------------------------------------- | -------------- | ----------- |
| Prof. Célio Luparelli | PSD     | 5.540 | 3 152            | 20/05/2024 | Assumiu com a renúncia de Laura Carneiro, eleita deputada federal em 2022. | Alexandre Beça | [ 6 ] [ 4 ] |